# 深圳信息職業技術学院
深圳信息職業技術学院（しんせんしんそくしょくぎょうぎじゅつがくいん、英語: Shenzhen Institute & Information Technology）は、広東省深圳市に本部を置く中華人民共和国の公立大学。1982年創立、2002年大学設置。

## 略歴
- 1979年3月、宝安県を省轄市の深圳市に昇格させ、1982年に宝安県師範学校を深圳教育学院と改称し、1984年に深圳市財経学校と深圳市工業学校が設立された[1]。
- 2002年4月、深圳信息職業技術学院は、深圳教育学院と深圳市工業学校と深圳市財経学校によって結成された。2003年に深圳信息職業技術学院は情報工学を中心とする短期大学(日本の学部に相当、専門学校じゃなくて公立大学である)として再編成される[1]。
- 2011年9月、深圳信息職業技術学院の中心キャンパスも竜崗区キャンパスに移動した。竜崗区キャンパスは2011年夏季ユニバーシアードの選手村として使用され、大会終了後にキャンパスとして使用した[2]。

## 組織
学院も日本の学部にほぼ相当する。
- ソフトウェア学院
- 情報・通信学院
- マイクロエレクトロニクス学院
- コンピューター・サイエンス学院
- デジタルメディア学院
- インテリジェントな製造学院
- 交通・環境学院
- 管理学院
- 財経学院
- 外国語学院
- ドイツ・ロボット学院